# 乌戈·费兰特
乌戈·费兰特（義大利語：Ugo Ferrante，1945年7月18日—2004年11月29日），意大利男子足球运动员，场上位置是后卫。他曾代表意大利国家队参加1970年国际足联世界杯，结果获得亚军。